# Брегаре
Брегаре е село в Северна България. Намира се в община Долна Митрополия, област Плевен.

## География
Село Брегаре е разположено на левия бряг на река Искър на около 15 км от вливането и в река Дунав. Надморската височина е 39 м. Землището се дели на две части: хълмиста, наречена „Полето“ и равнинна – „Орманя“. На северозапад от селото много полегати склонове се издигат на 40 – 70 м над него, а на югоизток, над десния бряг на р. Искър, склоновете са по-стръмни и се издигат по-високо – до 80 – 90 м над селото. Селото е застроено в относителна равнина, снижаваща се с наклон 1/400 от югозапад към североизток.
Брегаре се намира по въздушна линия северозападно на 21 км от общинския център гр. Долна Митрополия и на 30 км в същото направление от областния център гр. Плевен. През селото диагонално преминава третокласният път 137 от републиканската пътна мрежа гр. Кнежа – с. Крушовица.
Климатът е умерено континентален, характерен за околностите на Плевен, с горещо лято и студени зими, по време на които по равнината безпрепятствено нахлуват от североизток студени въздушни маси иззад планината Урал. Годишната сума на валежите достига до 575 л / кв. м с максимум през март – април – май и минимуми през август, октомври – ноември и февруари.
Водните запаси на района се влияят от водите на р. Искър. Естествени извори има единствено на десния бряг на реката, а на левия, питейна вода може да се добие единствено чрез кладенци, дълбочината на които варира от 2 – 3 м до 8 – 9 м в зоната на селото и 20 – 30 м в полето. След корекция на речното корито на р. Искър и заравяне на част от старото корито – „Криволя“, „Рупите“, „Перилото“ с цел придобиване на нови площи обработваема земя, през 1986 г. нивото на подпочвените води в кладенците спада с близо 2 метра.

## История
Жителите на Брегаре са преселници предимно от врачанските села Кунино, Курново и Върбешница. Селото е заселено след Освобождението от османска власт. Няма сведения или паметници, от които да се съди дали на това място някога е имало селище, освен останки от римски стратегически път за Арчар и Видин.
След Кримската война, известна ни от нашите прадеди още като „Севастополската битка“ или „Сивастопол мухарабеси“, от Крим избягали или доброволно се заселили черкези и татари, на които турското правителство дало прием и ги заселило в най-плодородните земи в Дунавската равнина. Така през 1868 г. местността „Совата“ в Брегаре била заселена от около 400 татарски и толкова черкезки семейства. Те живеели в землянки или кирпичени къщи. Татарите се настанили от „Прокара“ до „Боруня“, а черкезите на запад от тях.
През освободителната Руско-турска война през 1877 г. татарите и черкезите избягали заедно с турците и в селото останали само развалини от къщи и окопи. На това място поникнал бъз и бодил, и „станало страшно за минаване“. След Освобождението жиелите на съседните села Ставерци, Оряховица и Крушовене решили да си поделят това богато землище. Но Брегаре е заселено от пришълци от Балкана.
Към 1865 г., почти едновременно със заминаването на черкезите и татарите, около 10 семейства от с. Кунино потърсили препитание в „Полето“. Спрели се чак на р. Дунав в с. Горни Вадин – Оряховско, заселено предимно от власи. Петър Беневски (според някои изследователи: Петър Веньовски), който бил дълги години на гурбет в Румъния и знаел румънски език, настанил преселниците. Те получили земя и дворни места. Но най-голямото неудобство било нетолкова в това, че не разбирали езика на власите, а че младежите не могли да си намерят съпруги и се налагало бащата, майката и младежа – кандидат да ходят до Кунино, там да изберат невеста и след това да се върнат с нея.
Вероятно поради тези неудобства след Освобождението Петър Беневски и брат му Цало Беневски, както и преселилите се с тях във Вадин семейства – Моновци, Христовци, Кулинци, Тошковци, Йончовци, Крайовди, Радойчовци, Палоловци, напускат готовите домове, където са прекарали 9 години и идват в Брегаре на мястото на татарите и черкезите. Дядо Петър Беневски отива в Кунино и кани още преселници. Така за 1 – 2 години около стотина семейства от Кунино се преселват в Брегаре. Първи кмет на селото става Петър Беневски, който се счита и за основател на селото.
Още първата година на преселниците било раздадена земя. Така всяко семейство, освен дворно място, градина под селото и гора в „Орманя“ (долината около река Искър), разполага с още 50 – 60 декара работна земя. Местността „Орльови връх“ (Орльовеца) била определена за лозя, а до нея в „Кривата пъдина“ по няколко ара за гръстелници, където бил засаждан основно коноп.
В първите години от заселването на селото, съседните села Крушовене и Ставерци не могли да се примирят с факта, че земята, която е можело да притежават, преминава изцяло в ръцете на други и често нарушавали границите на пасищата и работната земя. Поради това ставали чести сбивания. На едно такова сбиване с крушовенчани е убит брегарченинът Димитър Палоловски. В резултат на тези премеждия Петър Беневски – кмет на селото и Гешо Дилов Дойнински – секретар, отишли в Оряхово при дядо Цеко Енишки, който тогава бил големец в града, оплакали му се, че околните села ги гонят и не позволяват да се заселят на избраното от тях място. Тогава дядо Цеко им дава ценен съвет:
„Побързайте да си построите община и училище и след това никой няма да ви гони“.
В началото на XX век жителите на селото са главно власи с една махала на преселници от Банат.

## Население
| 1893 | 1900 | 1910 | 1920 | 1926 | 1934 | 1946 | 1956 | 1965 | 1975 | 1985 | 1992 | 2001 | 2011 | 2021 |
| 702  | 1113 | 1379 | 1601 | 1928 | 2132 | 2269 | 2254 | 2136 | 1727 | 1307 | 1112 | 877  | 617  | 462  |

Етническо преброяване на населението от 1 февруари 2011
Отговорили: 557 жители; В т.ч: българи: 548 жители; други народности 6; не се самоопределили 3 жители;
| Общо | Възрастови групи (в навършени години) | Възрастови групи (в навършени години) | Възрастови групи (в навършени години) | Възрастови групи (в навършени години) | Възрастови групи (в навършени години) | Възрастови групи (в навършени години) | Възрастови групи (в навършени години) | Възрастови групи (в навършени години) | Възрастови групи (в навършени години) | Възрастови групи (в навършени години) | Възрастови групи (в навършени години) | Възрастови групи (в навършени години) | Възрастови групи (в навършени години) | Възрастови групи (в навършени години) | Възрастови групи (в навършени години) | Възрастови групи (в навършени години) | Възрастови групи (в навършени години) | Възрастови групи (в навършени години) |
| Общо | 0 – 4                                 | 5 – 9                                 | 10 – 14                               | 15 – 19                               | 20 – 24                               | 25 – 29                               | 30 – 34                               | 35 – 39                               | 40 – 44                               | 45 – 49                               | 50 – 54                               | 55 – 59                               | 60 – 64                               | 65 – 69                               | 70 – 74                               | 75 – 79                               | 80 – 84                               | 85+                                   |
| 462  | 14                                    | 11                                    | 12                                    | 6                                     | 10                                    | 6                                     | 19                                    | 16                                    | 26                                    | 18                                    | 22                                    | 31                                    | 39                                    | 52                                    | 59                                    | 70                                    | 34                                    | 17                                    |

| Население всичко | Икономически активни | Икономически активни | Икономически активни | Икономически неактивни |
| Население всичко | Общо                 | Заети                | Безработни           | Икономически неактивни |
| 580              | 91                   | 72                   | 19                   | 489                    |

## Бит и характер
За разлика от другите по-стари селища в страната, които имат еднородно население брегарчени са събрани от различни краища с най-различни обичаи и дори език. Така по-голямата част от т. нар. Долен край, т.е. от „прогоня“ или „прокъра“ (центъра) надолу е заселен от кунинчани, които по начин на живот, обичаи и език си приличат. Горният край, т.е. „махалата“ – от „прокъра“ на запад е населен с преселници от врачанските села: Влашко село, Върбешница, Курново, Боженица, Липница, Струпец и др.
Първите къщи в селото били ниски кирпичени постройки, покрити със слама, тръстика или керемиди. Имало и доста землянки – колиби в земята, без прозорци, само с една врата. Вътре заедно с хората презимували и кравите, воловете, биволите и конете. Повечето от къщите се правели на маза с обща стая, кухня с огнище, една соба за спане и малка стаичка (собе) за дрехите.
Дворовете били заградени с дълбоки окопи, от вътрешната страна на които се натрупвали храсти от тръни или глог. Едва по-късно се започнало ограждането с плет и зидове. Във всеки двор имало по две-три кучета. Човек без тояга трудно можел да влезе в двора. Дори и по улиците било опасно да се движи човек без тояга.
Най-лошо било водоснабдяването. Няколко кладенци (герани) по улиците, където вечер се натрупвали хора и добитък и с часове чакали да си налеят вода. Изворна вода и чешми никъде нямало. Полето също е било така безводно. Там вода трудно се достигала и до 20 – 30 м. Работниците отивали в полето с бурета в каруцата, напълнени с вода от герана. Водата в тези открити герани без капаци била много мръсна и често разпространител на заразни болести: тиф, дизентерия, холера и други.
В собата спели по 5 – 10 души. Леглата представлявали една рогозка на голата земя и върху нея черга и възглавници напълнени със слама. В най-добрия случай се спяло на одър послан с рогозка, а в редки случаи на дюшек напълнен със слама. За завивка се използвало една черга, чаршафи и калъфи не били познати по това време.
Хората се хранели на кръгли „синии“, около които сядали по 7 – 8 души на ниски трикраки столчета. С дървени лъжици, всички сърбали из една голяма паница в средата на синията.
Макар че Дунавската равнина се слави като житница на България, нашите прадеди ядели повече качамак или просеник (хляб от царевично брашно). Пшеничен хляб (по брегарски „чис леб“) се ядял само в по-заможните къщи и то най-вече на големите празници или когато дойде гост.
Брегарчени се отличават със своето гостоприемство и отзивчивост към нуждаещите се. Ако мине пътник през селото, той е можел да бъде сигурен, че ще бъде добре посрещнат от гостоприемни стопани.
В миналото единствените развлечения за младежта са били: тлъки, седенки и хора на площада. ”Хората стареят, а хорото е вечно младо” – така казвали възрастните и отивали на селския площад да погледат младите на хорото.

### Женско облекло
Момите се обличали със сукман от черна домашна тъкан, а по късно и от кангар (Кангарската овца; цветът на вълната е мръсно бял), украсен с черни гайтани или черен сатен широк 5 – 10 см. Обували са цървули с бели вълнени върви и домашно плетени шарени вълнени чорапи. На главата са носели черни забрадки наричани пешкири, а по късно и с цветни такива, наричани бариши. Косите си носели на две плитки, на една или несплетени, а само привързани на едно място. Едва към 1905 г. започват да се шият дамски блузи, които наричали дрешки. Старите жени и омъжените се забраждали под брадата, а момите се забраждали назад под косата. От пътуващи търговци се купували по модерни украшения, като например изкуствени китки (цветя), наричани треперушки, които се закачвали на главата или зад ухото. На шията омъжените и неомъжените жени си връзвали гердани от стари пари (петолевки) или жълтици (пендари). Престилката била от специална домашна тъкан с пъстри цветове, обшити с ширит и украсени със стари турски пари, български петолевки и дребни месингови и никелови парички, наричани лоторки. През пролетта към Гергьовден сукманът се заменял с вълненик (домашно тъкан многоцветен и също така украсен като престилката). Ризите на омъжените жени се пошивали с цветни конци по ръкавите, пазвите и полите, а на момите с дантела по ръкавите и полите.

### Мъжко облекло
Младежите, както и възрастните мъже носели дънести потури от домашен шаяк „самочерка“ – от вълната на черни овце или боядисана с орехова шума. Обличали бяла кенарена риза, елече или ентерия ушити също от домашен плат или басма украсени с няколко реда черни гайтани. Обували цървули с бели шаечни навуща стегнати с черни върви. На главата носели кафяви или черни троянски калпаци. По-старите хора, през зимата са обличали освен обичайния овчи кожух и „късаче“ или „долома“ – дълга бяла дреха без ръкави, стигаща до под коленете с клинове встрани обшити също с червен гайтан.

### Курбани и служби
След заселването на Брегаре – жителите определили места за лозя, за гора, за работна земя и пасбища. За умилостивяване на природните сили, за запазване на лозята и работната земя те са определили оброци: на лозята в местността „Орльов връх“ – Света Троица, в целините над селото – Свети Илия. Закупувала се или се подарявала от някого овца и на самото място било готвено и слагана народна трапеза, като разбира се попът прави водосвет и поръсва както присъстващите, така и някои обекти за които е тържеството.
В семействата и до днес има запазена традиция на определен църковен празник да се приготвят храни и напитки и да се канят близки и познати на обяд. Това е, така наречената, служба или светого. Денят се определял така: запалват три свещи, закрепват ги на краката на трикрако столче обърнато наопаки и канят едно от невръстните деца да посегне към една от предварително наречените свещи и която хване, на този ден ще бъде службата. И до днес като общ селски традиционен празник е празникът на рибата „Шаран“, т.е. Свети Никола. На този ден задължително трябва да има приготвена риба: „Рибник“ – риба обвита в тесто или риба с ориз.

### Кръщавка
В миналото, особено по селата, липсвала каквато и да е лекарска помощ. Единствените акушерки са били някои селски баби (задължително вдовици). Липсвали са всякакви хигиенни условия за родилките. Много от новородените деца не са живеели дълго. Десетки майки са раждали по 10 – 12 деца, а рядко оставали живи по 4 – 5 деца. По традиция родилката след раждането на детето е лягала на земята върху постлана слама или сено. Това е траело 40 дни. Майката нямала право да излиза навън или ако излизала, то поставяла край детето метла, а тя вземала със себе си ръжена и всичко това вършела, за да не се „истрави“ детето. След 40 дни отивала в църква, за да си вземе т. нар. „чиста молитва“. При завръщането си е трябвало да отиде в майчиния си дом като на гости и после да се върне в мъжовия дом. При завръщането си вкъщи, поставяла детето на синията и казвала ”еврейче го изнесох – християнче го нося“ и вече имала право да спи на одъра (кревата). След това започва тържествения обяд, даряване на детето от кръстниците, близки и познати.

### Сватбени тържества
Сватбените тържества започвали в събота вечер, неделя и понеделник. Когато сватбата е била със сгодяване, то младоженката я довеждали в неделя със съответните церемонии и тържества. През целия ден булката нямала право да сяда, а трябвало да посреща и изпраща гости. При „неблагополучие“ т.е. при нередност при булката („честността“ била нещо, на което старите много държали), е имало случаи да отвеждат същата на реката или на кладенеца и да я къпят със студена вода, а на баща ѝ изпращали разводнена ракия в счупено бърде и се искало допълнително руба или зестра в земя.
На самото тържество, булката трябвало да мие краката на свекъра, като в това време, околните сватбари хвърляли пепел в съда, за да го замърсяват. Всичко това било придружено с музика. След сватбата булката трябвало да ходи винаги забрадена, за да не види косата ѝ нито свекърът, нито деверът. Да не ходи боса или по-право от стъпалото нагоре да е винаги с чорапи. Рязането на косата се е смятало за голям срам и грях. Бракът се е считал за законен ако е минал през църквата – църковен брак. Разтрогване на такъв е ставало само по решение на владиката.
Изборът на булка е ставал по следния начин. В къщата на исканата от младежа мома са изпращани една-две жени, които правели „разузнаване“ – първите годежарки. Ако родителите на момата са съгласни, изпращат годежарките с китки. Ако не са съгласни да дадат дъщеря си на този младеж, учтиво заявяват, че момата е още малка и има още да тъче и да прави руба и още не е за женене. При съгласие от страна на момата, отиват тежките годежари с бъклица вино и уговарят деня на сватбата.
Тази женитбена процедура не е изпълнявана, ако младежът просто открадва момата (с приставка или влачене) и я отвежда в дома си. Такива случаи са били рядкост по онова време, но към 1882 г. селото било развълнувано от такава една кражба на мома.

### Други традиции
- „Пърлене на Баба Марта“

### Кухня
Характерни ястия за с. Брегаре и региона:
- „Ютика“ – печени, обелени и скълцани пиперки и домат, подправени с олио, сол и магданоз. Тя е в основата на други известни ястия, като „пиле на ютика“, „ютика с боб“, „ютика със сиренье“ и др.
- „Кисало“ – летен или жътварски таратор. Приготвя се от нарязани на ситно краставици и домат, 2 – 3 цели сухи чушлета. Всичко това се залива със студена вода. Подправя се с оцет, сол и копър.
- „Подбръкана гозба“ – пилешка яхния, приготвяна с повече кромид и скълцано бяло месо.
- „Пиле на саламур“ – незастроена супа, без фиде, от младо пиле (може и от гургулица, фазан, яребица). Пилето се вари в подсолена вода. След като уври, се накъсва и се препича на жар, връща се към бульона, към който се прибавят накъсани печени пиперки, малко домат и след като поври малко, се подправя със скълцан чесън и магданоз.
- „Пълнени (сборенски, гнетени) чушки“ – варени пиперки, пълнени с кайма и ориз и застроени с варена застройка от кисело мляко, яйце и брашно.
- „леп под връшник“ – пита правена на камменна пещ под железен капак (връшник). Първо в каменна пещ се слага жар за да нажежи тухлите, след което се смита настрани, и питата се слага директно върху „метенките“ тухли. След това се покрива с големия железен капак, и жарта се смита покрай капака.
- „ягне в трап“, „пита пепеянка“, „лучник“, „щирник“, „еце на ратишка“, „гурбишки“, „просеник“, „кръкиш“, „качамак с пръжки“, „мръзлива баница“ и др.

### Диалектни Думи
- отърляк – оправен човек
- прашоли – ръми слабо. Идва от шума на капките върху прашна улица
- катарага – стълба
- котерица – голяма плетена кошница
- ботор – пън
- пош – забрадка за глава
- ластуне – стъблата на царевицата
- лапацало – човек който много плещи
- клапавци, чейли – чехли; също се използва за обикновени обувки, когато петата се застъпва и се носят като чехли.
- скали – стълбище

## Обществени институции
Преселниците купили дървен материал чак от Балкана, за да си построят училище – Основно училище „Отец Паисий“. Училището е открито през 1879 г., като първият му учител е Гешо Дилов, а от 1881 г. – Иван Генов, и двамата преселници от с. Кунино. Първоначално то имало само две класни стаи и канцелария. Поради липса на време и материал сградата била нестабилна, зидана с татарски керпич, а предната стена била от плет. Учениците наброявали 50 – 60 – главно момчета. В същата сграда на първо време се помещавала и общината. Тук идвал и свещеникът от съседното село Ставерци да кръщава и венчава. Така се узаконило новото село.

## Религии

### Православие
През 1911 г. е излята камбаната за църквата от турчин. На камбаната изписали имената на по-видните дарители, които били предоставили медни съдове за топене и направа на камбаната. Преди да се построи църквата, камбаните са били закачени на два дирека, на мястото на съвременното училище.
През октомври 1912 г. в селото започва да се строи църква. По данни от разказите на по-старите хора, църквата е строена от македонец, чието име обаче не се помни. Църквата е завършена през септември 1915 г. и е кръстена „Архангел Михаил“. За да бъде изписана отвътре са били събирани средства от селото и държавата. Свещеник идва през есента на 1920 г. (ноември – декември). През март 1921 г. в църквата е извършено първото кръщене на дете – Владимир Иванов Хайтовски, то е било кръстено на свещеника.
Марин Хайтовски, кмет на селото по това време и Иван Марков – зам. кмет, дават място на новопристигналия свещеник, за да си построи къща.
Свещеникът е завършил право в Русия, а след това и висша духовна семинария отново там. Когато започва Октомврийската революция, той е принуден да бяга като белогвардеец и поради гоненията на комунистите пристига в България със съпругата си и трите им деца.
През 2018 година започва изграждането на манастир край селото, посветен на рождество на свети Йоан Кръстител. Обителта е единственият манастир на територията на Плевенска епархия.  Манастирът е мъжки и разполага със сграда за нощувки. Обителта е скит на Църногорския манастир.

### Католицизъм
В селото към 1896 г. се заселват около 50 семейства преселници от Банат, българи (избягали по време на османската власт след Чипровското въстание и заселили се в Унгария). През 1914 г. е построена католическата църква „Света Богородица“. Банатските българи имат различен бит, обичаи, носия и вяра (католическа). В по-късно време те се изселват и отиват в по-големите католически села като с. Бърдарски геран – Белослатинско и с. Гостиля – Оряховско. За сега са останали по-малко от половината банатски семейства, които почти са загубили своите нрави и обичаи.

## Личности
- Георги Димитров Михайлов (Марковски) – депутат от XXXVIII народно събрание
- Слава Дерменджиева – скулптор
- Дядо Петър Дунчев – Деец на културата
- Никола Цоцински – антифашист
- Красимир Македонски – зам.кмет на Плевен 4 г. и бизнесмен
- Доцо Вътков – музикант, дългогодишен диригент на духовия оркестър на Строителни Войски

## Други
Нос Брегаре на Антарктическия полуостров е наименуван на село Брегаре.